# Guelta

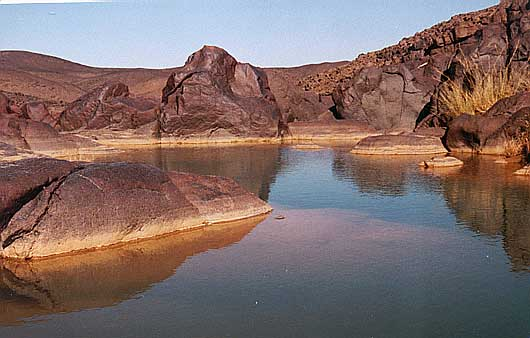
Egy guelta Oubankort közelében (Adrar des Ifoghas)

A guelta (ejtsd: gelta) egy speciális, állandó vízfelülettel rendelkező terület, ami jellemzően egy sivatagban, sziklás környezetben található. Létrejötte többnyire annak köszönhető, hogy a talajvíz a mélyebben fekvő helyeken előtör a talajból és a környezet napfénytől és hőtől védő hatása miatt a vízfelület tartósan meg tud maradni (ellentétben a vádikban összegyűlő csapadékvízzel, ami viszonylag hamar elszivárog vagy elpárolog).
A szót a Nyugat-Szahara Észak-Afrikai részén alkalmazzák ezekre a vízgyűjtőkre, ahol nagyobb oázis nem létezik.

## Példák
- Guelta d’Archei